# Союз театров Европы
Союз театров Европы (фр. Union des Théâtres de l'Europe (UTE), англ. The Union of European Theatres) — ассоциация репертуарных драматических театров из 17 стран Европы, образованная в 1990 году по инициативе министра культуры Франции Жака Ланга и директора миланского Пикколо-театра Джорджо Стрелера. Финансируется министерством культуры Франции и Еврокомиссией. Штаб-квартира организации расположена в Бобиньи .
Среди «театров Европы» — миланский Пикколо-театр, барселонский театр Лиуре, театр «Габима» из Тель-Авива, петербургский МДТ, Малый театр в Москве, Национальный театр в Праге, Национальный театр Греции, португальский театр Сан-Жуан, Венгерский театр Клуж-Напока, Югославский драматический театр. Ежегодно один из театров группы проводит фестиваль, на котором другие театры представляют свои спектакли.

## Члены Союза театров Европы
Членами Союза театров Европы являются 20 театров, 11 почётных членов и 4 индивидуальных члена.

### Театры
- с 1990: Пикколо-театро — Театр Европы (Милан, Италия)
- с 1991: Театр «Буландра» (Бухарест, Румыния)
- с 1994: Teatro di Roma (Рим, Италия)
- с 1996: Национальный театр Северной Греции (Салоники, Греция)
- с 1998: Малый драматический театр (Санкт Петербург, Россия)
- с 2013: Национальный театр Сан Жуан (Порту, Португалия)
- с 2006: Габима (Тель-Авив, Израиль)
- с 2006: Югославский драматический театр (Белград, Сербия)
- с 2008: Венгерский театр в Клуж-Напока (Клуж-Напока, Румыния)
- с 2009: Национальный театр (Прага, Чехия)
- с 2009: Национальный театр Греции (Афины, Греция)
- с 2010: Малый театр (Москва, Россия)
- с 2011: Театральная мастерская «Сфумато» (София, Болгария)
- с 2013: Государственный театр Штутгарта (Штутгарт, Германия)
- с 2013: Бохумский драматический театр (Бохум, Германия)
- с 2013: Comédie de Reims (Реймс, Франция)
- с 2013: Национальный театр Люксембурга (Люксембург)
- с 2015: Будапештский театр комедии (Будапешт, Венгрия)
- с 2015: Фолькстеатр (Вена, Австрия)
- с 2017: Государственный театр Кёльна (Кёльн, Германия)
- с 2017: «Электротеатр Станиславский» (Москва, Россия)

### Почётные члены
- Анатолий Васильев (Россия)
- Анджей Вайда (1926 — 2016) (Польша)
- Жорж Бану (Румыния / Франция)
- Илан Ронен (Израиль)
- Жак Ланг (Франция)
- Кристиан Люпа (Польша)
- Лев Додин (Россия)
- Патрис Шеро (1944 — 2013) (Франция)
- Роберт Стуруа (Грузия)
- Тамаш Ашер (Венгрия)
- Жорж Лаводан (Франция)

### Индивидуальные члены
- Чаба Антал (Венгрия)
- Сильвиу Пуркарете (Венгрия)
- Виктор Ардитти (Греция)
- Тадеуш Брадецкий (Польша)